# Сборная Египта по мини-футболу
Национальная сборная Египта по мини-футболу представляет Египет на международных соревнованиях по мини-футболу. Является одной из сильнейших команд Африки, о чём свидетельствуют три победы на континентальном первенстве из семи участий. На чемпионатах мира по мини-футболу лучший результат показала в 2016 году, когда сумела дойти до четвертьфинала.

## Турнирные достижения

### Чемпионат мира по мини-футболу
- 1989 — не участвовала
- 1992 — не участвовала
- 1996 — 1-й раунд
- 2000 — 2-й раунд
- 2004 — 1-й раунд
- 2008 — 1-й раунд
- 2012 — 1/8 финала
- 2016 — 1/4 финала
- 2021 — групповой раунд
- 2024 — не квалифицировалась

### Чемпионат Африки по мини-футболу
- 1996 — Чемпион
- 2000 — Чемпион
- 2004 — Чемпион
- 2008 — 2-е место
- 2016 — 2-е место
- 2020 — 2-е место
- 2024 — 4-е место